# My Doorbell
«My Doorbell» por la banda estadounidense de rock alternativo The White Stripes es el segundo sencillo de su álbum Get Behind Me Satan (2005). La canción The White Stripes obtuvo una nominación al Grammy 2006 por Mejor Interpretación Pop por un Dúo o Grupo con Vocales.
El video de este sencillo fue dirigido por el Malloys, filmadas en negro y blanco, y las características Jack y Meg actuando en frente de una multitud de niños. El video fue filmado en el Castillo Mágico de Hollywood, CA.
El artista de Reggae Bigga Haití versionó la canción con un sabor único y distintivo de reggae en su álbum de 2010, Sak Pase.
El cantautor Jack Johnson también optó por versionar esta canción para el programa Live Lounge de la BBC Radio 1 el 20 de febrero de 2006.

## Canciones

### CD
1. «Blue Orchid»
2. «Screwdriver» (live)

### 7"
1. «My Doorbell»
2. «Same Boy You've Always Known» (Live)

### 12"
1. «My Doorbell»
2. «Blue Orchid» (High Contrast Remix)